# 10461 Dawilliams
10461 Dawilliams è un asteroide della fascia principale. Scoperto nel 1978, presenta un'orbita caratterizzata da un semiasse maggiore pari a 2,4230542 UA e da un'eccentricità di 0,1464265, inclinata di 6,93818° rispetto all'eclittica.